# 三間雅文
三間 雅文（みま まさふみ、1962年（昭和37年）5月20日 - ）は、日本の音響監督。有限会社テクノサウンド代表。東京都出身。

## 来歴・人物
大学時代に文化放送でアルバイトをしたときにラジオドラマの制作に憧れて、親戚の明田川進が代表を務める音響制作会社マジックカプセルに入社して明田川に師事。1988年にOVA『マドンナ 炎のティーチャー』で音響監督デビュー。
1996年1月にマジックカプセルを退社して、1年間のフリーでの活動を経て、数名の音響監督の現場を見学、その中で斯波重治の現場に衝撃を受け、入門を申し入れたが断られる。後に1997年1月にテクノサウンドに入社。2004年より同社の代表を務める。
2007年よりカートのレースに参戦、三木眞一郎、川上とも子、豊口めぐみ、浪川大輔が名を連ねている。2023年には森川智之、松岡禎丞など豪華声優陣を招集して、エビスサーキットでのteamOVERの企画を進行させている。

## 参加作品
※ 特記のない限り全て音響監督としての参加

### テレビアニメ
1984年
- GALACTIC PATROL レンズマン（音響制作担当）

1986年
- ワンダービートS（音響担当）

1989年
- ドラゴンクエスト 勇者アベル伝説

1991年
- ハイスクールミステリー学園七不思議

1992年
- ツヨシしっかりしなさい
- バトルファイターズ 餓狼伝説
- まぼろしまぼちゃん

1993年
- 剣勇伝説YAIBA
- バトルファイターズ 餓狼伝説2

1994年
- キャプテン翼J
- SAMURAI SPIRITS 〜破天降魔の章〜

1995年
- 愛天使伝説ウェディングピーチ

1996年
- バケツでごはん

1997年
- ポケットモンスター (1997-2002年のアニメ)
- マスターモスキートン'99
- MAZE☆爆熱時空

1998年
- 頭文字D
- カードキャプターさくら
- ジェネレイターガウル
- 時空探偵ゲンシクン
- 星方武侠アウトロースター

1999年
- 頭文字D Second Stage
- 星方天使エンジェルリンクス
- それゆけ!宇宙戦艦ヤマモト・ヨーコ
- 地球防衛企業ダイ・ガード

2000年
- はじめの一歩
- ポケットモンスター ミュウツー! 我ハココニ在リ
- 女神候補生

2001年
- 学園戦記ムリョウ
- The Soul Taker 〜魂狩〜
- シャーマンキング（第1作）
- 地球少女アルジュナ
- テイルズ オブ エターニア THE ANIMATION ※カシワクラツトムとの連名
- ポケットモンスタークリスタル ライコウ雷の伝説
- 魔法戦士リウイ

2002年
- 藍より青し ※カシワクラツトムとの連名
- ちょびっツ
- ポケットモンスター アドバンスジェネレーション
- ポケットモンスター サイドストーリー

2003年
- アストロボーイ・鉄腕アトム
- 宇宙のステルヴィア
- GAD GUARD ※カシワクラツトムとの連名
- ガンパレード・マーチ 〜新たなる行軍歌〜
- SPACE PIRATE CAPTAIN HERLOCK
- DEAR BOYS
- 鋼の錬金術師
- はじめの一歩 Champion Road
- 人間交差点（音響プロデューサー）

2004年
- 頭文字D Fourth Stage
- かいけつゾロリ
- 蒼穹のファフナー Dead Aggressor
- 舞-HiME
- 妄想代理人

2005年
- IGPX
- いちご100%
- 蒼穹のファフナー RIGHT OF LEFT
- 創聖のアクエリオン
- Paradise Kiss
- BLACK CAT
- 舞-乙HiME
- まじめにふまじめ かいけつゾロリ
- LOVELESS ※宮村優子との連名

2006年
- ケモノヅメ（音響スーパーバイザー）
- ザ・サード 〜蒼い瞳の少女〜
- 獣王星
- 天保異聞 妖奇士
- NANA
- ポケットモンスター ダイヤモンド&パール
- よみがえる空 -RESCUE WINGS-

2007年
- 大江戸ロケット
- 機動戦士ガンダム00
- さぁイコー! たまごっち
- GR-GIANT ROBO- ※中嶋聡彦との連名
- Devil May Cry（音響スーパーバイザー）
- ポケモン不思議のダンジョン 時の探検隊・闇の探検隊
- 魔人探偵脳噛ネウロ（音響制作）
- もっけ
- REIDEEN
- 湾岸ミッドナイト

2008年
- アリソンとリリア
- イナズマイレブン
- 機動戦士ガンダム00 セカンドシーズン
- 鉄のラインバレル
- 屍姫 赫
- To LOVEる -とらぶる-
- マクロスF
- Mnemosyne-ムネモシュネの娘たち-
- ワールド・デストラクション 〜世界撲滅の六人〜（音響スーパーバイザー）

2009年
- こばと。 ※中嶋聡彦との連名
- 屍姫 玄
- 鋼の錬金術師 FULLMETAL ALCHEMIST
- はじめの一歩 New Challenger ※中嶋聡彦との連名、1・2話のみ担当
- ポケモン不思議のダンジョン 空の探検隊 時と闇をめぐる最後の冒険

2010年
- アイアンマン
- ポケットモンスター ベストウイッシュ
- ポケモンレンジャー 光の軌跡
- RAINBOW-二舎六房の七人-

2011年
- UN-GO
- イナズマイレブンGO ※中嶋聡彦との連名
- IS 〈インフィニット・ストラトス〉 ※中嶋聡彦との連名
- ウルヴァリン
- X-MEN ※中嶋聡彦との連名
- ギルティクラウン
- ダンボール戦機
- ちはやふる
- NO.6

2012年
- アクエリオンEVOL
- イナズマイレブンGO クロノ・ストーン ※中嶋聡彦との連名
- 頭文字D Fifth Stage
- 黒子のバスケ
- ダンボール戦機W
- 謎の彼女X
- ポケットモンスター ベストウイッシュ シーズン2・シーズン2 エピソードN・ シーズン2 デコロラアドベンチャー

2013年
- イナズマイレブンGO ギャラクシー ※中嶋聡彦との連名
- 革命機ヴァルヴレイヴ
- ガンダムビルドファイターズ
- 黒子のバスケ（第2期）
- 進撃の巨人
- ダンボール戦機WARS
- ちはやふる2
- はじめの一歩 Rising
- ポケットモンスター XY
- ポケットモンスター THE ORIGIN
- ポケットモンスター ミュウツー 〜覚醒への序章〜

2014年
- 頭文字D Final Stage
- ガンダムビルドファイターズトライ
- パックワールド
- 棺姫のチャイカ
- 棺姫のチャイカ AVENGING BATTLE
- ポケットモンスター XY 特別編 最強メガシンカ
- 妖怪ウォッチ ※第163話まで。第164話からはたしょう二が担当。

2015年
- うしおととら
- ガンスリンガー ストラトス
- 黒子のバスケ（第3期）
- コンクリート・レボルティオ〜超人幻想〜
- SHOW BY ROCK!!
- 進撃!巨人中学校
- 蒼穹のファフナー EXODUS
- ポケットモンスター XY&Z

2016年
- うしおととら（第2シーズン）
- ガンダムビルドファイターズトライ アイランド・ウォーズ
- 甲鉄城のカバネリ
- コンクリート・レボルティオ〜超人幻想〜 THE LAST SONG
- SHOW BY ROCK!!#
- DAYS ※中嶋聡彦との連名
- 僕のヒーローアカデミア
- ポケットモンスター サン&ムーン
- マクロスΔ

2017年
- 鬼平
- 進撃の巨人 Season 2
- 僕のヒーローアカデミア（第2期）

2018年
- カードキャプターさくら クリアカード編
- からくりサーカス
- 銀河英雄伝説 Die Neue These
- 新幹線変形ロボ シンカリオン
- 進撃の巨人 Season 3
- 若おかみは小学生!

2019年
- ちはやふる3
- ポケットモンスター (2019年のアニメ)

2020年
- もっと!まじめにふまじめ かいけつゾロリ

2021年
- SK∞ エスケーエイト
- SHAMAN KING (2021)
- 新幹線変形ロボ シンカリオンZ

2022年
- ポケットモンスター 遥かなる青い空

2023年
- MFゴースト
- ポケットモンスター (2023年のアニメ)
- ポケットモンスター めざせポケモンマスター

2024年
- SHAMAN KING FLOWERS
- 株式会社マジルミエ
- シンカリオン チェンジ ザ ワールド
- オーイ! とんぼ

2025年
- ヴィジランテ-僕のヒーローアカデミア ILLEGALS-

### OVA
1987年
- スペース・ファンタジア 2001夜物語（音響進行）
- 火の鳥 ヤマト編（音響制作）
- 火の鳥 宇宙編（音響制作）
- 夢幻紳士 冒険活劇編（音響制作担当）

1988年
- 銀河英雄伝説第1期（音響制作）
- 魔界都市〈新宿〉
- マドンナ 炎のティーチャー

1989年
- 紅い牙 ブルー・ソネット（音響担当）
- ゴクウ

1990年
- ウルトラ・スーパー・デラックスマン（音響担当）
- Crying フリーマン3 比翼連理
- ニューイヤー星調査行（音響担当）
- ひとりぼっちの宇宙戦争（音響担当）
- ポストの中の明日（音響担当）
- 八神くんの家庭の事情（音響担当）

1991年
- おれ、夕子（音響担当）
- カンビュセスの籤（音響制作担当）
- 銀河英雄伝説第2期（音響制作）
- 絶滅の島（音響担当）
- 帝都物語
- BE-BOP HIGHSCHOOL 海賊版
- 星くずパラダイス

1992年
- ダウンロード 南無阿弥陀仏は愛の詩
- 破妖の剣
- うしおととら
- のぞみウィッチィズ（音響制作）
- BE-BOP HIGHSCHOOL 海賊版2 十代の性典

1993年
- BE-BOP HIGHSCHOOL 海賊版3 完結編

1994年
- GATCHAMAN
- 新・キューティーハニー
- 真・孔雀王
- マクロスプラス

1995年
- 美少女遊撃隊バトルスキッパー
- 負けるな!魔剣道
- 楽勝!ハイパードール

1996年
- ウェディングピーチDX
- エンジェル伝説
- シャーマニックプリンセス
- それゆけ!宇宙戦艦ヤマモト・ヨーコ
- 超人学園ゴウカイザー
- 鉄腕バーディー
- POWER DoLLS〜オムニ戦記2540〜
- ぼくのマリー
- マスターモスキートン
- レジェンド・オブ・クリスタニア

1997年
- ヴァリアブル・ジオ
- それゆけ!宇宙戦艦ヤマモト・ヨーコII
- ぶっとび!!CPU

1998年
- 教科書にないッ!
- 聖少女艦隊バージンフリート
- ピカチュウのふゆやすみ

1999年
- てなもんやボイジャーズ
- ピカチュウのふゆやすみ2000

2000年
- 頭文字D Extra Stage
- 北へ。Pure Session
- ピチューとピカチュウのふゆやすみ2001

2002年
- 頭文字D Battle Stage
- 小川のメダカ
- ナースウィッチ小麦ちゃんマジカルて ※カシワクラツトムとの連名、KARTE.1、2のみ担当
- マクロス ゼロ

2003年
- 新・北斗の拳
- はじめの一歩 間柴vs木村 死刑執行
- ぼくたちピチューブラザーズ・パーティはおおさわぎ!のまき

2004年
- ピカチュウのなつまつり

2005年
- ナースウィッチ小麦ちゃんマジカルてZ ※おぺ.2のみ担当
- ピカチュウのおばけカーニバル

2006年
- ピカチュウのわんぱくアイランド
- 舞-乙HiME Zwei

2007年
- 頭文字D Battle Stage 2　
- 創星のアクエリオン
- ツバサ TOKYO REVELATIONS
- 茄子 スーツケースの渡り鳥 ※中嶋聡彦との連名
- ピカチュウたんけんクラブ

2008年
- 頭文字D Extra Stage 2
- ピカチュウ 氷の大冒険

2009年
- ツバサ 春雷記　
- To LOVEる -とらぶる-
- 機動戦士ガンダム00 スペシャルエディションI ソレスタルビーイング
- 機動戦士ガンダム00 スペシャルエディションII エンド・オブ・ワールド
- ピカチュウのキラキラだいそうさく!

2010年
- 機動戦士ガンダム00 スペシャルエディションIII リターン・ザ・ワールド
- 娘クリ Nyan×2 Music Clip
- ピカチュウのふしぎなふしぎな大冒険

2011年
- ピカチュウのサマー・ブリッジ・ストーリー

2012年
- うたえメロエッタ リンカのみをさがせ

2013年
- アイアンマン：ライズ・オブ・テクノヴォア

2014年
- アベンジャーズ コンフィデンシャル: ブラック・ウィドウ & パニッシャー ※中嶋聡彦との連名

2015年
- おでまし小魔神フーパ

### 劇場アニメ
1984年
- SF新世紀レンズマン（音響制作担当）

1985年
- ペンギンズ・メモリー 幸福物語（音響制作）

1986年
- 時空の旅人（音響制作）
- はだしのゲン2（音響制作）
- 火の鳥 鳳凰編（音響制作）

1987年
- 風が吹くとき（日本語版音声編集）
- ゴキブリたちの黄昏（音響助手）
- ほえろブンブン（音響制作）

1988年
- 銀河英雄伝説 わが征くは星の大海（音響制作）
- 火の雨がふる（音響制作）

1989年
- 迷宮物語（音響制作）

1990年
- 風の名はアムネジア

1991年
- うしろの正面だあれ（音響制作）

1992年
- 銀河英雄伝説外伝 黄金の翼（音響制作）
- Spirit of Wonder

1995年
- カッタ君物語
- はじまりの冒険者たち レジェンド・オブ・クリスタニア
- マクロスプラス MOVIE EDITION

1998年
- 劇場版ポケットモンスター ミュウツーの逆襲
- パーフェクトブルー
- ピカチュウのなつやすみ

1999年
- 劇場版カードキャプターさくら
- 劇場版ポケットモンスター 幻のポケモン ルギア爆誕
- ピカチュウたんけんたい

2000年
- 劇場版カードキャプターさくら 封印されたカード
- 劇場版ケロちゃんにおまかせ!
- 劇場版ポケットモンスター 結晶塔の帝王 ENTEI
- ピチューとピカチュウ

2001年
- 劇場版 頭文字D Third Stage
- VAMPIRE HUNTER D
- 劇場版ポケットモンスター セレビィ 時を超えた遭遇
- サクラ大戦 活動写真
- ピカチュウのドキドキかくれんぼ
- メトロポリス

2002年
- 劇場版ポケットモンスター 水の都の護神 ラティアスとラティオス
- 千年女優
- パルムの樹
- ピカピカ星空キャンプ

2003年
- おどるポケモンひみつ基地
- 劇場版ポケットモンスター アドバンスジェネレーション 七夜の願い星 ジラーチ
- 東京ゴッドファーザーズ
- 茄子 アンダルシアの夏

2004年
- 劇場版ポケットモンスター アドバンスジェネレーション 裂空の訪問者 デオキシス
- 新暗行御史

2005年
- 劇場版 鋼の錬金術師 シャンバラを征く者
- 劇場版ポケットモンスター アドバンスジェネレーション ミュウと波導の勇者 ルカリオ

2006年
- 劇場版 どうぶつの森
- 劇場版ポケットモンスター アドバンスジェネレーション ポケモンレンジャーと蒼海の王子 マナフィ
- パプリカ
- まじめにふまじめ かいけつゾロリ なぞのお宝大さくせん

2007年
- えいがでとーじょー! たまごっち ドキドキ! うちゅーのまいごっち!?
- 劇場版ポケットモンスター ダイヤモンド&パール ディアルガVSパルキアVSダークライ
- 劇場版アクエリオン
- シナモン the Movie
- ねずみ物語 〜ジョージとジェラルドの冒険〜

2008年
- 映画! たまごっち うちゅーいちハッピーな物語!?
- 劇場版ポケットモンスター ダイヤモンド&パール ギラティナと氷空の花束 シェイミ
- HIGHLANDER ハイランダー 〜ディレクターズカット版〜

2009年
- ATOM（吹き替え監修）
- 劇場版ポケットモンスター ダイヤモンド&パール アルセウス 超克の時空へ
- 劇場版 マクロスF 虚空歌姫〜イツワリノウタヒメ〜
- よなよなペンギン ※中嶋聡彦との連名
- レイトン教授と永遠の歌姫

2010年
- おまえうまそうだな ※中嶋聡彦との連名
- 劇場版イナズマイレブン 最強軍団オーガ襲来
- 劇場版 機動戦士ガンダム00 -A wakening of the Trailblazer-
- 劇場版“文学少女”（音響プロデューサー）
- 劇場版ポケットモンスター ダイヤモンド&パール 幻影の覇者 ゾロアーク
- 蒼穹のファフナー HEAVEN AND EARTH
- マルドゥック・スクランブル 圧縮

2011年
- UN-GO episode:0 因果論
- キズナ一撃
- 劇場版イナズマイレブンGO 究極の絆 グリフォン
- 劇場版ポケットモンスター ベストウイッシュ ビクティニと黒き英雄 ゼクロム・白き英雄 レシラム
- 鋼の錬金術師 嘆きの丘の聖なる星
- 劇場版 マクロスF 恋離飛翼 〜サヨナラノツバサ〜
- マルドゥック・スクランブル 燃焼

2012年
- 映画かいけつゾロリ だ・だ・だ・だいぼうけん!
- 劇場版イナズマイレブンGO vs ダンボール戦機W
- 劇場版ポケットモンスター ベストウイッシュ キュレムVS聖剣士 ケルディオ
- マクロスFB7 銀河流魂 オレノウタヲキケ!
- マジック・ツリーハウス
- マルドゥック・スクランブル 排気
- メロエッタのキラキラリサイタル

2013年
- 映画かいけつゾロリ まもるぜ!きょうりゅうのたまご
- 劇場版ポケットモンスター ベストウイッシュ 神速のゲノセクト ミュウツー覚醒
- ピカチュウとイーブイ☆フレンズ

2014年
- 映画 妖怪ウォッチ 誕生の秘密だニャン!
- サンタ・カンパニー
- ピカチュウ、これなんのカギ?
- ポケモン・ザ・ムービーXY 破壊の繭とディアンシー
- 楽園追放 -Expelled from Paradise-

2015年
- 映画かいけつゾロリ うちゅうの勇者たち
- 映画 妖怪ウォッチ エンマ大王と5つの物語だニャン!
- ピカチュウとポケモンおんがくたい
- ポケモン・ザ・ムービーXY 光輪の超魔神 フーパ

2016年
- ポケモン・ザ・ムービーXY&Z ボルケニオンと機巧のマギアナ
- ルドルフとイッパイアッテナ

2017年
- 劇場版ポケットモンスター キミにきめた!

2018年
- 劇場版ポケットモンスター みんなの物語
- 劇場版マクロスΔ 激情のワルキューレ
- 若おかみは小学生!

2019年
- 劇場版 新幹線変形ロボ シンカリオン 未来からきた神速のALFA-X
- 劇場版ポケットモンスター ミュウツーの逆襲 EVOLUTION　※プレスコ

2020年
- 劇場版ポケットモンスター ココ

2022年
- バブル

### Webアニメ
2006年
- 戦慄のミラージュポケモン

2007年
- ポケモン不思議のダンジョン 出動ポケモン救助隊ガンバルズ!

2008年
- たまごっちオリジナルアニメ

2012年
- NEXT A-Class

2014年
- スシニンジャ

2017年
- ガンダムビルドファイターズ GMの逆襲
- ガンダムビルドファイターズ バトローグ

2019年
- ポケモンマスターズ トレーナー大集結スペシャルアニメーション

2020年
- 薄明の翼

2021年
- ユメノツボミ
- まっててね!コイキング

2022年
- 雪ほどきし二藍
- かいけつゾロリと水のおひめさま

### ゲーム
1998年
- 金田一少年の事件簿 星見島 悲しみの復讐鬼
- みつめてナイト
- みつめてナイトR 大冒険編

1999年
- ニンテンドウオールスター!大乱闘スマッシュブラザーズ（ポケモン関係のサウンド担当）

2001年
- 大乱闘スマッシュブラザーズDX（ポケモン関係のサウンド担当）

2008年
- 大乱闘スマッシュブラザーズX（ポケモン関係のサウンド担当）

2009年
- ポケパークWii 〜ピカチュウの大冒険〜（アフレコ音響監督）

2011年
- ポケパーク2 〜Beyond the World〜（アフレコ音響監督）

2013年
- ポケットモンスター X・Y

2014年
- ポケットモンスター オメガルビー・アルファサファイア

2016年
- ポケットモンスター サン・ムーン
- 名探偵ピカチュウ 〜新コンビ誕生〜

2017年
- ポケットモンスター ウルトラサン・ウルトラムーン

2019年
- ポケットモンスター ソード・シールド

### ドラマCD
1991年
- 電影少女 -VIDEO GIRL AI-（演出）

1992年
- 集英社カセットブック ジョジョの奇妙な冒険（演出）

#### BLCD
1996年
- ピンキー☆ウルフ 〜桃色狼〜（音響演出）

2001年
- 原獣文書2（音響アドバイザー）

### ラジオ
2012年
- Pokémon Radio Show! ロケット団ひみつ帝国（企画、構成）

2017年
- 音鬼と朴璐美のH話×３（SMART USEN）
- 音鬼と林原めぐみのH話×３（SMART USEN：2017年10月11日 - 2018年1月24日）

2018年
- 音鬼と井上麻里奈のH話×３（SMART USEN：2018年1月31日 - ）

### 映画
- SING/シング（2017年、日本語吹き替え版演出）
- 名探偵ピカチュウ（2019年、日本語吹き替え版演出）
- SING/シング: ネクストステージ（2022年、日本語吹き替え版演出）
- その声のあなたへ（2022年9月30日、出演[18]）
- ザ・スーパーマリオブラザーズ・ムービー（2023年、日本語吹き替え版演出）
- グランツーリスモ（2023年、日本語吹き替え版演出）
- FLY!/フライ!（2024年、日本語吹き替え版演出）
- ウィキッド ふたりの魔女（2025年、日本語吹き替え版演出）